# Visite a domicilio (film)
Visite a domicilio (House Calls) è un film statunitense del 1978 diretto da Howard Zieff.

## Serie televisiva
Dal film è stata tratta una serie televisiva, intitolata anch'essa Visite a domicilio (House Calls) e trasmessa dalla CBS dal 1979 al 1982.